# Hằng số Boltzmann
Hằng số Boltzmann, ký hiệu kB hay k, phát hiện bởi Max Planck, lấy tên theo Ludwig Boltzmann, là 1 đại lượng chuyển đổi cơ bản giữa nhiệt độ và năng lượng.

kB = 1,38(24).10-23 J/K = 8,617(15).10-5 eV/K
Liên hệ giữa hằng số Boltzmann kB với hằng số khí R và hằng số Avogadro NA: {\displaystyle k_{B}={\frac {R}{N_{A}}}}

### Ứng dụng
- trong phương trình khí lý tưởng

{\displaystyle pV=\nu RT={\frac {N}{N_{A}}}RT=Nk_{B}T}
{\displaystyle \Rightarrow p=Tnk_{B}}
Với
p: áp suất,
V: thể tích,
N: số nguyên tử hay phân tử,
T: nhiệt độ tuyệt đối; n: số mol
n: mật độ hạt
{\displaystyle \nu }: số mol
- tính hiệu điện thế nhiệt UT trong Vật lý bán dẫn

{\displaystyle U_{T}={\frac {k_{B}T}{q}}}
Với 
T: nhiệt độ tuyệt đối,
q: (e) điện tích nguyên tử
Ở nhiệt độ phòng 27 °C (T = 300 K), UT ≈ 26 mV.